# Makini rajtaütés
A makini rajtaütést 1942. augusztus 17–18-án hajtották végre amerikai tengerészgyalogosok a Japán Birodalom által elfoglalt Makin-szigeten (mai neve: Butaritari). Az akció célja a japán létesítmények lerombolása, foglyok ejtése és információgyűjtés volt. A rajtaütés másik fontos feladata az volt, hogy elterelje a japánok figyelmét az amerikaiak guadalcanali és Tulagi partraszállásáról. A makini rajtaütés az első olyan szárazföldi akciók közé tartozik a második világháborúban, amelyben az amerikaiak támadóan léptek fel.

## Előzmények
1941. december 10-én, három nappal a Pearl Harbor elleni támadás után, háromszáz japán katona és építőmunkás szállt partra a Makin-atollon. A szigetet ellenállás nélkül elfoglalták. Az atoll keletre fekszik a Marshall-szigetektől, és kiváló lehetőséget nyújtott a japánoknak arra, hogy hidroplánbázisként üzemeltessék. A sziget elfoglalásával a japán légi járőrök hatótávolsága jelentősen megnőtt, és lehetetlenné tette a váratlan amerikai támadást keletről.

## Az akció
A feladatra kijelölt tengerészgyalogosokat két tengeralattjáró, az Argonaut és a Nautilus szállította a szigethez. Az előbbin 121, az utóbbin 90 katona utazott. Az atoll helyőrsége nagyjából 180 emberből állt.

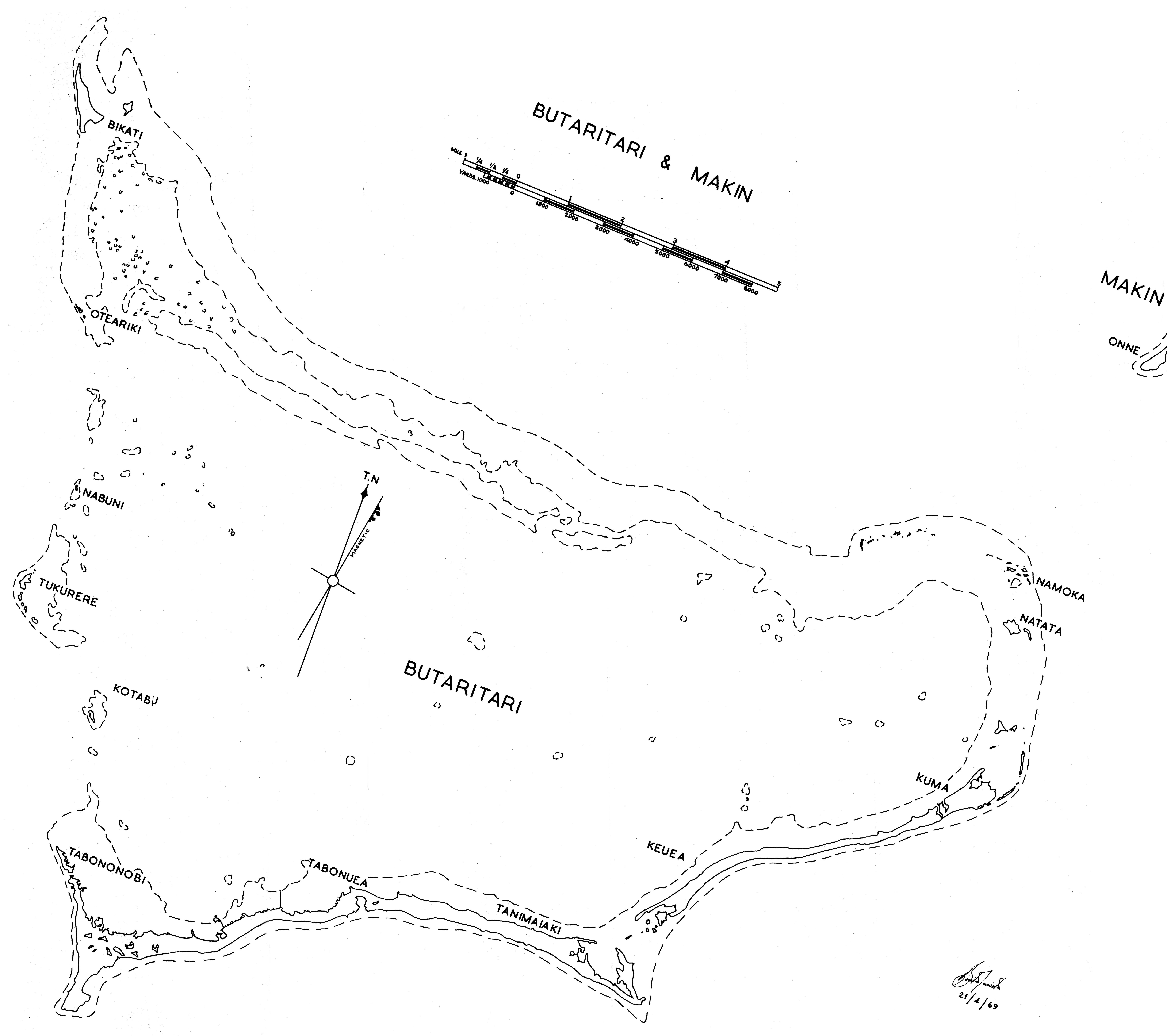
Makin térképe

Augusztus 17-én éjfélkor a tengerészgyalogosok gumicsónakokkal elindultak a part felé. Az első egységek 5.13-kor érték el a szigetet. A partraszállást megnehezítette a viharos tenger, valamint az, hogy több csónak motorja elromlott. Eredetileg két külön partszakaszon szálltak volna partra a tengerészgyalogosok, de az őket vezető Evans Carlson alezredes úgy döntött, egy helyen érnek földet. Ez az utasítás nem jutott el Oscar Peatross hadnagyhoz, így ő az eredeti terveknek megfelelően, a másik csoporttól távolabb érte el az atollt.
Hét órakor a katonák elindultak a szigeten keresztül, annak északi partja felé. Az előrehaladást japán orvlövészek és géppuskaállások nehezítették. Később a japánok két öngyilkos rohamot is vezettek a tengerészgyalogosok ellen, de azokat az amerikaiak visszaverték, és ezzel a szigetet védő katonák jelentős részét megölték. Peatross egysége nyolc japán katonát és a helyőrség parancsnokát gyilkolta meg, valamint semlegesített egy géppuskafészket és tönkretette a rádiót. Peatross katonái közül három meghalt, kettő megsebesült. Mivel nem tudták felvenni a kapcsolatot Carlsonnal, a terveknek megfelelően sötétedéskor visszavonultak.
Délután fél kettőkor japán repülők, köztük két hidroplán érkezett a szigethez. A hidroplánok erősítést hoztak, és megpróbáltak leszállni a lagúna vizére. Az amerikaiak tüzében az egyik lezuhant, a másik kigyulladt. A többi repülő bombázta és géppuskatűzzel árasztotta el a szigetet, de támadásukban senki nem sebesült meg.

## Visszavonulás

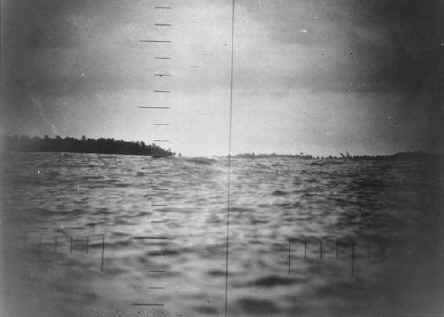
Makin tengeralattjáró-periszkópon keresztül

Este fél nyolckor a tengerészgyalogosok 18 gumicsónakkal elhagyták a szigetet. Több járműnek nem működött a motorja. A heves hullámzás ellenére hét csónak, fedélzetén 93 katonával elérte a tengeralattjárókat, de a többiek kimerülten visszafordultak. Augusztus 18-án reggel kilenckor a tengeralattjáróktól egy csónak köteleket hozott, amelyek segítségével át lehetett vontatni a gumicsónakokat a nagy hullámokon. Azonban az akció megkezdésekor japán repülők érkeztek, amelyek megtámadták, és a víz alá kényszerítették a búvárhajókat. Éjszaka a 72 tengerészgyalogos a három csónakból és az őslakosok két kenujából tutajt készített, amellyel sikerült kijutnia a nyílt tengerre.
Az amerikaiak közül 19 elesett, 11 eltűnt a csatában. Kilenc tengerészgyalogost a japánok átvittek a Kwajalein-atollra, majd megöltek. Ezért a gyilkosságért a japán Abe Koszót később kivégezték a szövetségesek. Két amerikai sorsára nem derült fény. A japán áldozatok számát nem tudni pontosan. Carlson azt jelentette, hogy 83 halottat számolt össze, de az őslakosoktól kapott becslések szerint 160 japán esett el összesen. Többségük két csónak és a két repülő elpusztításakor veszthette életét.

## Eredmény
Habár a tengerészgyalogosoknak sikerült semlegesíteniük a japán helyőrséget, az akció nem érte el kitűzött célját. Nem sikerült japán foglyot ejteniük és nem gyűjtöttek be semmilyen hasznos információt. A támadás nem érte el azt a célt sem, hogy a japánok komolyabb erőket csoportosítsanak át a Salamon-szigetekről. Az akció, azáltal, hogy rámutatott a japán helyőrségek sebezhetőségére, arra sarkallta a birodalmat, hogy nagyobb gondot fordítson a védelemre. Ez később súlyos emberveszteséget okozott az amerikai inváziós erőknek.

## Végtisztesség
2000-ben megtalálták a Makinon eltemetett 19 tengerészgyalogos holttestét. A földi maradványokat az amerikai védelmi minisztérium Hawaii-on működő azonosító laboratóriumába szállították, ahol megállapították kilétüket. Hat katonát családja helyezett örök nyugalomra, a többieket az arlingtoni nemzeti sírkertben temették el katonai tiszteletadás mellett. A gyászbeszédet James L. Jones tábornok, a tengerészgyalogosok parancsnoka mondta. A japánok által kivégzett katonák holtteste nem került elő.

## Fordítás
- Ez a szócikk részben vagy egészben  a   Makin Island raid című angol Wikipédia-szócikk fordításán alapul.  Az eredeti cikk szerkesztőit annak laptörténete sorolja fel. Ez a jelzés csupán a megfogalmazás eredetét és a szerzői jogokat jelzi, nem szolgál a cikkben szereplő információk forrásmegjelöléseként.